# Days of '49
Days of '49 est un film muet américain réalisé par Thomas H. Ince et sorti en 1913.

## Fiche technique
- Réalisation : Thomas H. Ince
- Scénario : C. Gardner Sullivan
- Date de sortie : États-Unis : 21 janvier 1913

## Distribution
- Estelle Allen
- Frank Borzage
- Tom Chatterton
- Walter Edwards
- Enid Markey
- Herschel Mayall
- Marcia Moore
- Clara Williams